# 케이트 켈튼
케이트 켈턴(Kate Kelton, 1978년 6월 20일 ~ )은 캐나다의 배우, 모델이다.
밤베르크에서 태어났다.

## 출연 작품
- 더 롱거 데이 오브 해피니스 (2012년)
- 불렛 인 더 페이스 (2011년)
- 그로스 (2009년)
- 까칠한 그녀의 달콤한 연애비법 (2005, Cake)
- 해롤드와 쿠마 (2004년)
- 리퍼브릭 오브 러브 (2003년) - 마더 #1 역
- 아메리칸 싸이코 2 (2002년) - 클라라 역